# آتش در گودال
آتش در گودال یا فایِر این دِ هول (انگلیسی: Fire in the hole) هشداری است برای زمانی که انفجار در یک فضای محدود قرار است رخ دهد. منشاء آن از معدنچیان بود که باید به همکاران خود هشدار می‌دادند که مواد منفجره قرار داده شده و آماده انفجار است.
در اصطلاح عامیانه به صورت یک تکیه کلام به جای هشدارهای مواظب باش! (به انگلیسی: Watch out!) هوشیار باش! (به انگلیسی: Heads up!) استفاده می‌شود.